# Parafia św. Onufrego w Łące
Parafia św. Onufrego w Łące – parafia rzymskokatolicka znajdująca się w diecezji rzeszowskiej w dekanacie Rzeszów Północ. 
Parafia  została erygowana w  roku 1409 z fundacji Jana Feliksa Rzeszowskiego. Terytorium parafii obejmowało wówczas Sokołów Małopolski, Stobierną, Łukawiec, Palikówkę i Terliczkę.
Budowę obecnego kościoła, po blisko półwiecznej budowie, dokończył książę Paweł Karol Sanguszko w roku 1742. Nowy kościół konsekrował 26 maja 1748 r. biskup Wacław Hieronim Sierakowski.
Obecnie terytorium parafii obejmuje tylko Łąkę (około 1800 osób).